# Якуб Колас
Я́куб Ко́лас (ім'я за паспортом — Кость Міцкевич; 22 жовтня (3 листопада) 1882 — 13 серпня 1956) — білоруський поет, мовознавець, філолог. Небіж білоруського політика та історика Язепа Льосіка.
Народний поет Білорусі (1926), академік АН Білорусі (з 1928), член Союзу письменників СРСР (1934), заслужений діяч науки (1944), депутат Верховної Ради БРСР (1938—1956) і депутат Верховної Ради СРСР 2—4-го скликань(1946—1956), голова Білоруського республіканського комітету захисту миру.

## Біографія
Народився 3 листопада 1882 року у селі Акінчиці у родині лісника. 
Закінчив учительську семінарію у місті Несвіжі.
У юному віці почав писати вірші, свій перший вірш опублікував під псевдонімом Якуб Колас у першій білоруській газеті "Наша доля", що видавалася у Вільнюсі. На той час поету сповнилось двадцять чотири роки.
Першу книжку поезій Коласа "Песні жальбы" було видано 1910 року.

## Нагороди
Нагороди від комуністичного режиму: Сталінська премія (1946, 1949), п'ять орденів Леніна, орден Червоного Прапора, Трудового Червоного Прапора, а також медалі радянської доби.

## Пам'ять
У Білорусі діє меморіальний для літератури музей Якуба Коласа, його образ втілений в пам'ятниках; ім'я Якуба Коласа в різний час було присвоєне вулицям, площам (зокрема одна з центральних площ Мінська), організаціям (наприклад, Національний державний гуманітарний ліцей і його філіали) тощо.
В Києві існує вулиця Якуба Коласа. 

## Твори
- Песни неволи (1908)
- Песьні-жальбы (1910)
- Новая зямля (1923)
- Сымон-музыка (1925)
- Рыбакова хата (1947)
- На перепутье (1954)